# Unió Nacional Radical
La Unió Nacional Radical (grec Εθνική Ριζοσπαστική Ένωσις, Ethnike Rizospastike Enosis, ERE) fou un partit polític grec fundat el 1955 per Konstandinos Karamanlís com a escissió del Reagrupament Grec. Es tractava d'un partit conservador força dretà amb polítics centristes com:
- Panagiotis Kanel·lópulos
- Konstandinos Tsatsos, president de Grècia de 1975 a 1980.
- Evangelos Averoff, ministre d'afers exteriors en el govern de Karamanlís (1955-1963) i líder de ND de 1981 a 1984.

Karamanlís va dimitir de la direcció d'ΕRΕ el 1963 i el va succeir Panagiotis Kanel·lópulos, i per això les eleccions legislatives gregues de 1963 foren molt disputades. Segons els resultats oficials, l'ERE van guanyar les eleccions. Però l'oposició formada per la Unió de Centre i Esquerra Democràtica Unida va acusar al govern de Karamanlís de frau massiu, no va reconèixer el resultat, va organitzar manifestacions i reclamà la convocatòria de noves eleccions. Karamanlís se sentí greument insultat i va renunciar com a primer ministre i com a cap del partit. Es van celebrar noves eleccions el 1964 en les que la Unió de Centre va guanyar amb el segon percentatge més alt en la història grega, el 54% dels vots.
Kanel·lópulos continuà sent líder del partit fins al 1967, quan va formar un govern que no va durar més d'un mes, ja que va ser enderrocat per la junta militar grega de 1967-1974. Després de 1967 l'ΕRΕ, igual que tots els partits polítics, fou prohibir. Mai no fou recompost, ja que Karamanlís va formar un nou partit en 1974, Nova Democràcia.

## Resultats electorals

### Eleccions legislatives
| Any  | Líder                    | Vots      | %     | Escons    | +/– | Pos. | Govern   |
| ---- | ------------------------ | --------- | ----- | --------- | --- | ---- | -------- |
| 1956 | Konstantinos Karamanlis  | 1,594,112 | 47.4% | 165 / 300 | 82  | 2n   | Govern   |
| 1958 | Konstantinos Karamanlis  | 1,583,885 | 41.2% | 171 / 300 | 6   | 1r   | Govern   |
| 1961 | Konstantinos Karamanlis  | 2,347,824 | 50.8% | 176 / 300 | 5   | = 1r | Govern   |
| 1963 | Konstantinos Karamanlis  | 1,837,377 | 39.4% | 132 / 300 | 44  | 2n   | Oposició |
| 1964 | Panagiotis Kanellopoulos | 1,621,546 | 35.3% | 107 / 300 | 27  | = 2n | Oposició |